# Hans von Ow

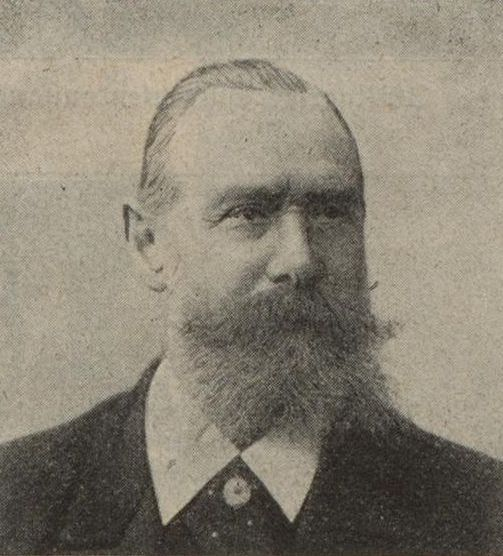
Hans von Ow, um 1908

Hans Otto Nepomuk Wolfgang Freiherr von Ow-Wachendorf (* 28. April 1843 in Wachendorf; † 7. Mai 1921 ebenda) war Gutsbesitzer und Mitglied des Deutschen Reichstags. 

## Leben
Hans von Ow besuchte von 1849 bis 1858 die Jesuitenschule in Trauchberg und Feldkirch und von 1858 bis 1863 das Stuttgarter Gymnasium. Er studierte von 1863 bis 1866 an den Universitäten Tübingen, Freiburg im Breisgau, Heidelberg und Berlin Rechtswissenschaften, Staatswissenschaften und Volkswirtschaft. Nach einem Forstpraktikum in Sigmaringen und Böhmen studierte er von 1867 bis 1869 Forst- und Landwirtschaft an der Akademie in Hohenheim und war dann dort zwei Jahre als Privatdozent (Repetent) angestellt. Ow war Mitbegründer und mehrjähriges Mitglied des Deutschen Landwirtschaftsrates, als dessen Delegierter nahm er 1873 und 1878 an den Weltausstellungen in Wien bzw. Paris teil. Von 1890 bis 1908 war Hans von Ow als Regierungsdirektor Leiter der württembergischen Zentralstelle für Landwirtschaft, ab 1905 mit dem Titel Staatsrat und ab 1907 mit dem Prädikat Exzellenz.
Von 1876 bis 1906 gehörte er als Vertreter der Ritterschaft des Schwarzwaldkreises der Zweiten Kammer der Württembergischen Landstände an und nach der Verfassungsreform von 1906 bis zum Ende des Königreichs Württemberg der Ersten Kammer. Zwischen 1878 und 1890 war er Mitglied des Deutschen Reichstags für den Wahlkreis Württemberg 8 (Freudenstadt, Horb, Oberndorf, Sulz) und die Deutsche Reichspartei.
Er war seit 1898 Corpsschleifenträger des Corps Suevia Tübingen.
Ows Sohn Hans Hartmann von Ow-Wachendorf (1882–1966) war Diplomat.

## Ehrungen
- 1871 Olga-Orden[3]
- 1891 wurde Hans von Ow mit dem Ehrenritterkreuz des Ordens der Württembergischen Krone ausgezeichnet
- 1898 Kommenturkreuz des Ordens der Württembergischen Krone[4]
- 1903 Kommenturkreuz 1. Klasse des Friedrichs-Ordens
- 1908 Stern zum Kommenturkreuz des Ordens der Württembergischen Krone